# القابضة للسياحة والفنادق والتجارة
الشركة القابضة للسياحة والفنادق والتجارة هي شركة قابضة حكومية مصرية، تمتلكها وزارة قطاع الأعمال العام،
أنشأت طبقًا لقانون 203 لسنة 1991، تعمل في مجال السياحة، الفنادق، التجارة.

## الشركات التابعة
- عمر أفندي.[3]
- مصر للسياحة.
- مصر للفنادق.
- التجارية للأخشاب.
- المصرية العامة للسياحة والفنادق - إيجوث.
- المعمورة للتعمير والتنمية السياحية.
- مصر للصوت والضوء والسينما.
- هانو بنزايون
- صيدناوي وبيع المصنوعات.

## الشركات المشتركة

### مساهمات القابضة
- شركة صندوق مصر للتمويل والإستثمار
- شركة جنوب الوادى للتنمية
- شركة الاسكندرية للاستثمارات والتنمية العمرانية
- شركة هوتاك للتنميه السياحيه العقاريه[4]

### مساهمات ايجوث
- شركـة مصـر أسـوان للسياحــة
- الشركة العربية للإستثمار السياحي والفندقي " اشتي "
- شركة التعمير السياحي
- شركة الإسماعيلية للسياحة
- شركـة أبو ظبى للإستثمارات السياحية
- شركة المنتزة للسياحة والاستثمار
- شركة الأقصر للمراسى السياحية
- شركـة طابـا للتنميـة السياحيـة
- شركـة المراسى للخدمات والتوريدات الفندقية والسياحية
- شركة الشرق الأوسط للاستثمارات السياحية (تحت التصفية)
- [5]

### مساهمات مصر للفنادق
- شركة أبوظبى للإستثمارات السياحية
- شركة مصر سيناء للسياحة
- شركة رواد الواحات للتنمية السياحية [6]
- شركة الشرق الأوسط للاستثمارات السياحية (تحت التصفية)

### مساهمات مصر للسياحة
- شركة مصر سيناء للسياحة [7]

### مساهمات المعمورة
- شركة زهراء المعادى للإستثمار والتعمير [8]